# Tir amb arc als Jocs Europeus de 2015
Les proves de Tir amb arc als Jocs Europeus de 2015 es disputaran del 17 al 22 de juny al Tofih Bahramov Stadium. En total es diputaran 5 proves, dos per cada gènere i una prova mixta.

## Classificació
El repartiment de places es farà tenint en compte les posicions en l'Europeu de Tir amb arc de 2014 celebrat a Vagharxapat (Armènia) i el Grand Prix Europeu de Tir amb arc de Marató (Grècia)
| País           | Masculí    | Masculí | Femení     | Femení | Mixt | Total   |
| País           | Individual | Equip   | Individual | Equip  | Mixt | Atletes |
| -------------- | ---------- | ------- | ---------- | ------ | ---- | ------- |
| Armènia        | 1          |         | 1          |        | X    | 2       |
| Àustria        | 1          |         | 1          |        | X    | 2       |
| Azerbaidjan    | 3          | X       | 3          | X      | X    | 6       |
| Belarús        | 3          | X       | 3          | X      | X    | 6       |
| Bèlgica        | 1          |         |            |        |      | 1       |
| Bulgària       | 1          |         | 1          |        | X    | 2       |
| Croàcia        | 1          |         |            |        |      | 1       |
| Xipre          | 1          |         | 1          |        | X    | 2       |
| Dinamarca      | 1          |         | 3          | X      | X    | 4       |
| Estònia        | 1          |         | 1          |        | X    | 2       |
| Finlàndia      | 1          |         | 1          |        | X    | 2       |
| França         | 3          | X       | 3          | X      | X    | 6       |
| Geòrgia        | 1          |         | 3          | X      | X    | 4       |
| Alemanya       | 3          | X       | 3          | X      | X    | 6       |
| Regne Unit     | 1          |         | 3          | X      | X    | 4       |
| Grècia         | 1          |         | 3          | X      | X    | 4       |
| Islàndia       | 1          |         |            |        |      | 1       |
| Irlanda        | 1          |         | 1          |        | X    | 2       |
| Israel         | 1          |         |            |        |      | 1       |
| Itàlia         | 3          | X       | 3          | X      | X    | 6       |
| Kosovo         | 1          |         | 1          |        | X    | 2       |
| Letònia        | 1          |         | 1          |        | X    | 2       |
| Lituània       |            |         | 1          |        |      | 1       |
| Luxemburg      | 1          |         |            |        |      | 1       |
| Moldàvia       | 1          |         | 1          |        | X    | 2       |
| Països Baixos  | 3          | X       | 3          | X      | X    | 6       |
| Noruega        | 3          | X       | 1          |        | X    | 4       |
| Polònia        | 3          | X       | 3          | X      | X    | 6       |
| Romania        | 1          |         | 1          |        | X    | 2       |
| Rússia         | 3          | X       | 3          | X      | X    | 6       |
| San Marino     | 1          |         |            |        |      | 1       |
| Sèrbia         | 1          |         |            |        |      | 1       |
| Eslovàquia     | 1          |         | 1          |        | X    | 2       |
| Eslovènia      | 3          | X       | 1          |        | X    | 4       |
| Espanya        | 3          | X       | 3          | X      | X    | 6       |
| Suècia         | 1          |         | 1          |        | X    | 2       |
| Suïssa         | 1          |         | 3          | X      | X    | 4       |
| Turquia        | 3          | X       | 3          | X      | X    | 6       |
| Ucraïna        | 3          | X       | 3          | X      | X    | 6       |
| Total: 39 CONs |            |         |            |        |      |         |

## Medallistes
| Event              | Or                                                             | Plata                                                                  | Bronze                                                                 |
| Individual masculí | Miguel Alvariño Espanya                                        | Sjef van den Berg Països Baixos                                        | Anton Prilepov Belarús                                                 |
| Equip masculí      | Ucraïna · Heorhiy Ivanytskyy · Markiyan Ivashko · Viktor Ruban | Espanya · Miguel Alvariño · Juan Ignacio Rodríguez · Antonio Fernández | Països Baixos · Rick van der Ven · Sjef van den Berg · Mitch Dielemans |
| Individual femení  | Karina Winter Alemanya                                         | Maja Jager Dinamarca                                                   | Alicia Marín Espanya                                                   |
| Equip femení       | Itàlia · Natalia Valeeva · Guendalina Sartori · Elena Tonetta  | Belarús · Hanna Marusava · Ekaterina Timofeyeva · Alena Tolkach        | Ucraïna · Lidiia Sichenikova · Veronika Marchenko · Anastasia Pavlova  |
| Equip mixt         | Itàlia · Natalia Valeeva · Mauro Nespoli                       | Geòrgia · Khatuna Narimanidze · Lasha Pkhakadze                        | Ucraïna · Lidiia Sichenikova · Heorhiy Ivanytskyy                      |